# セガ3D復刻アーカイブス3 FINAL STAGE
『セガ3D復刻アーカイブス3 FINAL STAGE』（セガスリーディーふっこくアーカイブススリー ファイナルステージ）は、セガゲームスより2016年12月22日に発売されたニンテンドー3DS用ゲームソフト。
また本作と前2作（『セガ3D復刻アーカイブス』・『セガ3D復刻アーカイブス2』）をワンパックにした『セガ3D復刻アーカイブス1・2・3 トリプルパック』も同時発売された。

## 概要
ニンテンドー3DSダウンロード専用タイトルとして展開されている『セガ3D復刻プロジェクト』の作品から選出された作品とプラスアルファの移植作品を収録するカップリングソフト『セガ3D復刻アーカイブス』シリーズの3作目になり、かつシリーズ最終作品となる。
収録タイトルは、前作の購入者アンケートで1位となった『ターボアウトラン』と、セガグループ（セガホールディングス、セガゲームス）が権利を取得した『サンダーフォースIII』の2作品が新規移植作品として収録される他、ダウンロード専用でパッケージ版で未収録だった『アフターバーナーII』、『スーパーハングオン』、『ソニック・ザ・ヘッジホッグ2』、『ベア・ナックルII 死闘への鎮魂歌』、『ガンスターヒーローズ』も収録される。残る新規移植作品の2作は『エイリアンシンドローム』と『コラムス』の2作が発表された。
前作の購入者アンケートにおける本作への移植希望タイトルの2位から5位は、『バーチャレーシング』（2位）、『アウトランナーズ』（3位）、『ゲイングランド』（4位）、『ウィングウォー』（5位）であった。
パッケージのイラストは杉森建が引き続き担当する。
『ターボアウトラン』の収録が決まった後、他の3本の収録を検討したが松岡毅からは『バンクパニック』、堀井直樹からはメガドライブの『三輪サンちゃん』と『スーパーロコモーティブ』の提案があったが収録がお蔵入りになった。
ソフトのダウンロード販売は2022年12月21日9:59をもって終了。同時刻に単品版『アフターバーナーⅡ』も販売終了となった。

## 収録タイトル

### 3D復刻プロジェクトからの収録
- アフターバーナーII
- スーパーハングオン
- ソニック・ザ・ヘッジホッグ2
- ベア・ナックルII 死闘への鎮魂歌
- ガンスターヒーローズ

### 新規移植
- ターボアウトラン
- エイリアンシンドローム
- コラムス
- サンダーフォースIII（テクノソフト全作品販売権取得に伴い収録[2]）

### ボーナス移植
本作はセガ・マークIII/マスターシステムとは打って変わりSG-1000になった。
収録した理由は前作のキャンペーンで鈴木裕と中裕司のサイン入りの3DSの事や振り返る機会が増えた事や近年でSG-1000を再体験する事が無かった事、2人のデビュー作を触れるようにする為、本作の収録を提案した。
1ドット単位に直した「なめらかモード」が追加した。
セガ・マークIII/マスターシステムで遊ぶ時のカラーパレットが搭載する。
- チャンピオンボクシング（SG-1000ソフト） - 『セガ3D復刻アーカイブス』のセーブデータがあればプレイ可能
- ガールズガーデン（SG-1000ソフト） - 『セガ3D復刻アーカイブス2』のセーブデータがあればプレイ可能